# Presidenti del Consiglio dei ministri del Perù
I presidenti del Consiglio dei ministri del Perù dal 1857 ad oggi sono i seguenti.

## Elenco
| Presidente del Consiglio  | Presidente del Consiglio | Presidente del Consiglio                                 | Mandato            | Mandato           | Partito                         | Presidente della Repubblica     |
| Presidente del Consiglio  | Presidente del Consiglio | Presidente del Consiglio                                 | Inizio             | Fine              | Partito                         | Presidente della Repubblica     |
| ------------------------- | ------------------------ | -------------------------------------------------------- | ------------------ | ----------------- | ------------------------------- | ------------------------------- |
|                           |                          | José Maria Raygada y Gallo                               | 14 febbraio 1857   | 13 maggio 1858    | Militare                        | Ramón Castilla                  |
|                           |                          | Manuel Ortiz de Zevallos y García                        | 13 maggio 1858     | 13 luglio 1858    | Indipendente                    | Ramón Castilla                  |
|                           |                          | Miguel de San Román y Meza                               | 13 luglio 1858     | 24 ottobre 1858   | Militare                        | Ramón Castilla                  |
|                           |                          | Miguel del Carpio y Melgar                               | 1859               | 9 giugno 1960     | Indipendente                    | Ramón Castilla                  |
|                           |                          | Juan Antonio Pezet Rodríguez                             | 9 giugno 1960      | 1862              | Militare                        | Ramón Castilla                  |
|                           |                          | Juan Antonio Ribeyro Estada                              | 1862               | 24 ottobre 1862   | Indipendente                    | Ramón Castilla                  |
|                           |                          | José Gregorio Paz Soldán y Ureta                         | 24 ottobre 1862    | 3 aprile 1863     | Indipendente                    | Miguel de San Román y Meza      |
|                           |                          | Juan Antonio Ribeyro Estada                              | 10 aprile 1863     | 5 agosto 1863     | Indipendente                    | Pedro Diez Canseco              |
| 5 agosto 1863             | 11 agosto 1864           | Juan Antonio Ribeyro Estada                              | Juan Antonio Pezet |                   | Indipendente                    |                                 |
|                           |                          | Manuel Costas Arce                                       | Juan Antonio Pezet | 11 agosto 1864    | 14 ottobre 1864                 | Indipendente                    |
|                           |                          | José Allende                                             | Juan Antonio Pezet | 14 ottobre 1864   | 3 aprile 1865                   | Militare                        |
|                           |                          | Manuel Ignacio de Vivanco                                | Juan Antonio Pezet | 3 aprile 1865     | 12 luglio 1865                  | Militare                        |
|                           |                          | Pedro José Calderón                                      | Juan Antonio Pezet | 12 luglio 1865    | 6 novembre 1865                 | Indipendente                    |
|                           |                          | Juan Antonio Ugarteche Posadas                           | 26 settembre 1865  | 6 novembre 1865   | Militare                        | Pedro Diez Canseco              |
|                           |                          | Francisco Javier Mariátegui                              | 6 novembre 1865    | 28 novembre 1865  | Indipendente                    | Pedro Diez Canseco              |
|                           |                          | Mariano Ignacio Prado Ochoa                              | 28 novembre 1865   | 15 febbraio 1867  | Militare                        | Mariano Ignacio Prado Ochoa     |
|                           |                          | Pedro José Tordoya                                       | 2 marzo 1867       | 26 aprile 1867    | Chierico                        | Mariano Ignacio Prado Ochoa     |
|                           |                          | Pedro Paz Soldán y Ureta                                 | 3 giugno 1867      | 1º settembre 1867 | Indipendente                    | Mariano Ignacio Prado Ochoa     |
|                           |                          | Luis La Puerta                                           | Settembre 1867     | 12 ottobre 1867   | Militare                        | Mariano Ignacio Prado Ochoa     |
|                           |                          | Pedro Paz Soldán y Ureta                                 | 12 ottobre 1867    | 8 gennaio 1868    | Indipendente                    | Mariano Ignacio Prado Ochoa     |
|                           |                          | Antonio Arenas Merino                                    | 22 gennaio 1868    | 7 febbraio 1868   | Indipendente                    | Pedro Diez Canseco              |
|                           |                          | Antonio Gutiérrez de la Fuente                           | 7 febbraio 1868    | 2 agosto 1868     | Militare                        | Pedro Diez Canseco              |
|                           |                          | Pedro Gálvez Egúsquiza                                   | 2 agosto 1868      | 13 aprile 1869    | Indipendente                    | José Balta                      |
|                           |                          | Juan Francisco Balta                                     | 13 aprile 1869     | 1º agosto 1871    | Militare                        | José Balta                      |
|                           |                          | José Allende                                             | 1º agosto 1871     | 7 dicembre 1871   | Militare                        | José Balta                      |
|                           |                          | José Jorge Loayza                                        | 7 dicembre 1871    | 25 luglio 1872    | Indipendente                    | José Balta                      |
|                           |                          | Juan Antonio Ribeyro Estada                              | 27 luglio 1872     | 2 agosto 1872     | Indipendente                    | Mariano Herencia Zevallos       |
|                           |                          | José Miguel Medina Elera                                 | 2 agosto 1872      | 3 settembre 1873  | Militare                        | Manuel Pardo y Lavalle          |
|                           |                          | José Eusebio Sanchez                                     | 3 settembre 1873   | 1º febbraio 1875  | Indipendente                    | Manuel Pardo y Lavalle          |
|                           |                          | Nicolás Freire González                                  | 1º febbraio 1875   | 2 agosto 1876     | Indipendente                    | Manuel Pardo y Lavalle          |
|                           |                          | Antonio Arenas Merino                                    | 2 agosto 1876      | 26 agosto 1876    | Indipendente                    | Mariano Ignacio Prado           |
|                           |                          | Teodoro La Rosa                                          | 26 agosto 1876     | 1º giugno 1877    | Indipendente                    | Mariano Ignacio Prado           |
|                           |                          | Juan Buendía y Noriega                                   | 4 giugno 1877      | 13 maggio 1878    | Militare                        | Mariano Ignacio Prado           |
|                           |                          | José Jorge Loayza                                        | 18 giugno 1878     | 16 dicembre 1878  | Indipendente                    | Mariano Ignacio Prado           |
|                           |                          | Manuel Yrigoyen Arias                                    | 17 dicembre 1878   | 19 maggio 1879    | Indipendente                    | Mariano Ignacio Prado           |
|                           |                          | Manuel de Mendiburu Bonet                                | 19 maggio 1879     | 16 ottobre 1879   | Militare                        | Mariano Ignacio Prado           |
|                           |                          | Manuel González de la Cotera                             | 16 ottobre 1879    | 23 dicembre 1879  | Militare                        | Mariano Ignacio Prado           |
|                           |                          | Aurelio Denegri Valega                                   | 12 marzo 1881      | 18 luglio 1881    | Partito Civile                  | Francisco García Calderón Landa |
|                           |                          | Camilo N. Carrillo Martínez                              | 18 luglio 1881     | 28 novembre 1881  | Marittimo                       | Francisco García Calderón Landa |
|                           |                          | Aurelio García y García                                  | 30 ottobre 1881    | 28 novembre 1881  | Marittimo                       | Nicolás de Piérola (ad interim) |
|                           |                          | Juan Manuel Arbaiza                                      | 4 gennaio 1882     | 4 settembre 1882  | Indipendente                    | Lizardo Montero Flores          |
|                           |                          | Camilo N. Carrillo Martínez                              | 4 settembre 1882   | Gennaio 1883      | Marittimo                       | Lizardo Montero Flores          |
|                           |                          | Manuel Velarde Seoane                                    | Gennaio 1883       | Aprile 1883       | Militare                        | Lizardo Montero Flores          |
|                           |                          | Mariano Nicolás Valcárcel Salazar                        | Aprile 1883        | Ottobre 1883      | Indipendente                    | Lizardo Montero Flores          |
|                           |                          | Lorenzo Iglesias Pino de Arce                            | 3 gennaio 1883     | 27 agosto 1883    | Indipendente                    | Miguel Iglesias                 |
|                           |                          | Manuel Antonio Barinaga                                  | 27 agosto 1883     | 7 aprile 1884     | Indipendente                    | Miguel Iglesias                 |
|                           |                          | Mariano Castro Zaldívar                                  | 7 aprile 1884      | 14 maggio 1885    | Indipendente                    | Miguel Iglesias                 |
|                           |                          | José Joaquín Iglesias Pino de Arce                       | 14 maggio 1885     | 3 dicembre 1885   | Militare                        | Miguel Iglesias                 |
|                           |                          | Antonio Arenas Merino                                    | 3 dicembre 1885    | 3 giugno 1886     | Indipendente                    | Antonio Arenas Merino           |
|                           |                          | Pedro Alejandrino del Solar Gabas                        | 3 giugno 1886      | 6 ottobre 1886    | Partito Costituzionale          | Andrés Avelino Cáceres          |
|                           |                          | José Nicolás de Araníbar y Llano                         | 6 ottobre 1886     | 20 novembre 1886  | Indipendente                    | Andrés Avelino Cáceres          |
|                           |                          | Pedro Alejandrino del Solar Gabas                        | 22 novembre 1886   | 22 agosto 1887    | Partito Costituzionale          | Andrés Avelino Cáceres          |
|                           |                          | Mariano Santos Álvarez Villegas                          | 22 agosto 1887     | 12 settembre 1887 | Indipendente                    | Andrés Avelino Cáceres          |
|                           |                          | Carlos María Elías de la Quintana                        | 12 settembre 1887  | 4 ottobre 1887    | Partito Costituzionale          | Andrés Avelino Cáceres          |
|                           |                          | Raymundo Morales Arias (ad interim)                      | 4 ottobre 1887     | 8 novembre 1887   | Indipendente                    | Andrés Avelino Cáceres          |
|                           |                          | Aurelio Denegri Valega                                   | 8 novembre 1887    | 8 marzo 1889      | Indipendente                    | Andrés Avelino Cáceres          |
|                           |                          | José Mariano Jiménez Wald                                | 8 marzo 1889       | 3 aprile 1889     | Indipendente                    | Andrés Avelino Cáceres          |
|                           |                          | Pedro Alejandrino del Solar Gabas                        | 3 aprile 1889      | 10 febbraio 1890  | Partito Costituzionale          | Andrés Avelino Cáceres          |
|                           |                          | Manuel Yrigoyen Arias                                    | 11 febbraio 1890   | 10 agosto 1890    | Indipendente                    | Andrés Avelino Cáceres          |
|                           |                          | Mariano Nicolás Valcárcel Salazar                        | 10 agosto 1890     | 24 luglio 1891    | Indipendente                    | Remigio Morales Bermúdez        |
|                           |                          | Alberto Elmore Fernández de Córdoba (ad interim)         | 25 luglio 1891     | 14 agosto 1891    | Indipendente                    | Remigio Morales Bermúdez        |
|                           |                          | Federico Herrera                                         | 14 agosto 1891     | 24 agosto 1891    | Partito Costituzionale          | Remigio Morales Bermúdez        |
|                           |                          | Justiniano Borgoño Castañeda                             | 24 agosto 1891     | 14 ottobre 1891   | Partito Costituzionale          | Remigio Morales Bermúdez        |
|                           |                          | Federico Herrera                                         | 14 ottobre 1891    | 27 novembre 1891  | Partito Costituzionale          | Remigio Morales Bermúdez        |
| 27 novembre 1891          | 14 aprile 1892           | Federico Herrera                                         |                    |                   | Partito Costituzionale          | Remigio Morales Bermúdez        |
|                           |                          | Juan Ibarra y Ortiz                                      | 14 aprile 1892     | 2 maggio 1892     | Militare                        | Remigio Morales Bermúdez        |
| 2 maggio 1892             | 30 giugno 1892           | Juan Ibarra y Ortiz                                      |                    |                   | Militare                        | Remigio Morales Bermúdez        |
|                           |                          | Carlos María Elías de la Quintana                        | 30 giugno 1892     | 3 marzo 1893      | Partito Costituzionale          | Remigio Morales Bermúdez        |
|                           |                          | Manuel Velarde Seoane                                    | 3 marzo 1893       | 11 maggio 1893    | Partito Costituzionale          | Remigio Morales Bermúdez        |
|                           |                          | José Mariano Jiménez Wald                                | 11 maggio 1893     | 1º aprile 1894    | Indipendente                    | Remigio Morales Bermúdez        |
|                           |                          | Baltasar García Urrutia Muro                             | 1º aprile 1894     | 10 agosto 1894    | Indipendente                    | Justiniano Borgoño Castañeda    |
|                           |                          | Cesáreo Chacaltana Reyes                                 | 10 agosto 1894     | 16 novembre 1894  | Indipendente                    | Andrés Avelino Cáceres          |
|                           |                          | Manuel Yrigoyen Arias                                    | 16 novembre 1894   | 21 marzo 1895     | Partito Costituzionale          | Andrés Avelino Cáceres          |
|                           |                          | Antonio Bentín y La Fuente                               | 8 settembre 1895   | 28 novembre 1895  | Partito Democratico             | Nicolás de Piérola              |
|                           |                          | Manuel Antonio Barinaga                                  | 28 novembre 1895   | 5 agosto 1896     | Indipendente                    | Nicolás de Piérola              |
|                           |                          | Manuel Pablo Olaechea Guerrero                           | 8 agosto 1896      | 3 novembre 1897   | Partito Democratico             | Nicolás de Piérola              |
|                           |                          | Alejandro López de Romaña Alvizuri                       | 25 novembre 1897   | 23 dicembre 1897  | Partito Democratico             | Nicolás de Piérola              |
|                           |                          | Enrique de la Riva Agüero                                | 23 dicembre 1897   | 13 maggio 1898    | Indipendente                    | Nicolás de Piérola              |
|                           |                          | José Jorge Loayza                                        | 16 maggio 1898     | 8 settembre 1899  | Indipendente                    | Nicolás de Piérola              |
|                           |                          | Manuel María Gálvez Egúsquiza                            | 8 settembre 1899   | 14 dicembre 1899  | Indipendente                    | Eduardo López de Romaña         |
|                           |                          | Enrique de la Riva Agüero                                | 14 dicembre 1899   | 30 agosto 1900    | Partito Civile                  | Eduardo López de Romaña         |
|                           |                          | Enrique Coronel-Zegarra Castro                           | 30 agosto 1900     | 2 ottobre 1900    | Partito Democratico             | Eduardo López de Romaña         |
|                           |                          | Domingo M. Almenara Butler                               | 2 ottobre 1900     | 11 settembre 1901 | Indipendente                    | Eduardo López de Romaña         |
|                           |                          | Cesáreo Chacaltana Reyes                                 | 11 settembre 1901  | 9 agosto 1902     | Partito Civile                  | Eduardo López de Romaña         |
|                           |                          | Alejandro Deústua Escarza                                | 9 agosto 1902      | 4 novembre 1902   | Indipendente                    | Eduardo López de Romaña         |
|                           |                          | Eugenio Larrabure y Unanue                               | 4 novembre 1902    | 8 settembre 1903  | Indipendente                    | Eduardo López de Romaña         |
|                           |                          | José Pardo y Barreda                                     | 8 settembre 1903   | 14 maggio 1904    | Partito Civile                  | Manuel Candamo Iriarte          |
| Serapio Calderón Chirinos |                          | José Pardo y Barreda                                     | 8 settembre 1903   | 14 maggio 1904    | Partito Civile                  |                                 |
|                           |                          | Alberto Elmore Fernández de Córdoba                      | 14 maggio 1904     | 24 settembre 1904 | Indipendente                    |                                 |
|                           |                          | Augusto Leguía y Salcedo                                 | 24 settembre 1904  | 1º agosto 1907    | Partito Civile                  | José Pardo y Barreda            |
|                           |                          | Agustín Tovar Aguilar                                    | 1º agosto 1907     | 9 ottobre 1907    | Indipendente                    | José Pardo y Barreda            |
|                           |                          | Carlos Alberto Washburn Salas                            | 9 ottobre 1907     | 24 settembre 1908 | Indipendente                    | José Pardo y Barreda            |
|                           |                          | Eulogio I. Romero Salcedo                                | 24 settembre 1908  | 8 giugno 1909     | Indipendente                    | Augusto Leguía y Salcedo        |
|                           |                          | Rafael Villanueva Cortez                                 | 8 giugno 1909      | 14 marzo 1910     | Indipendente                    | Augusto Leguía y Salcedo        |
|                           |                          | Javier Prado y Ugarteche                                 | 14 marzo 1910      | 3 agosto 1910     | Partito Civile                  | Augusto Leguía y Salcedo        |
|                           |                          | Germán Schreiber Waddington                              | 3 agosto 1910      | 21 ottobre 1910   | Partito Civile                  | Augusto Leguía y Salcedo        |
|                           |                          | José Salvador Cavero Ovalle                              | 3 novembre 1910    | 27 dicembre 1910  | Partito Costituzionale          | Augusto Leguía y Salcedo        |
|                           |                          | Enrique C. Basadre Stevenson                             | 27 dicembre 1910   | 31 agosto 1911    | Indipendente                    | Augusto Leguía y Salcedo        |
|                           |                          | Agustín Guillermo Ganoza y Cavero                        | 31 agosto 1911     | 24 settembre 1912 | Partito Civile                  | Augusto Leguía y Salcedo        |
|                           |                          | Elías Malpartida Franco                                  | 24 settembre 1912  | 23 dicembre 1912  | Partito Democratico             | Guillermo Billinghurst Angulo   |
|                           |                          | Enrique Varela Vidaurre                                  | 24 dicembre 1912   | 24 febbraio 1913  | Militare                        | Guillermo Billinghurst Angulo   |
|                           |                          | Federico Luna y Peralta                                  | 24 febbraio 1913   | 17 giugno 1913    | Indipendente                    | Guillermo Billinghurst Angulo   |
|                           |                          | Aurelio Sousa y Matute                                   | 17 giugno 1913     | 27 luglio 1913    | Indipendente                    | Guillermo Billinghurst Angulo   |
|                           |                          | Enrique Varela Vidaurre                                  | 27 luglio 1913     | 4 febbraio 1914   | Militare                        | Guillermo Billinghurst Angulo   |
|                           |                          | Pedro E. Muñiz Sevilla                                   | 16 maggio 1914     | 1º agosto 1914    | Militare                        | Óscar R. Benavides              |
|                           |                          | Melitón Carvajal Ambulodegui                             | 1º agosto 1914     | 22 agosto 1914    | Marittimo                       | Óscar R. Benavides              |
|                           |                          | Aurelio Sousa y Matute                                   | 22 agosto 1914     | 11 novembre 1914  | Partito Democratico             | Óscar R. Benavides              |
|                           |                          | Germán Schreiber Waddington                              | 11 novembre 1914   | 19 febbraio 1915  | Partito Civile                  | Óscar R. Benavides              |
|                           |                          | Carlos Isaac Abril Galindo                               | 19 febbraio 1915   | 18 agosto 1915    | Indipendente                    | Óscar R. Benavides              |
|                           |                          | Enrique de la Riva Agüero                                | 18 agosto 1915     | 27 luglio 1917    | Partito Civile                  | José Pardo y Barreda            |
|                           |                          | Francisco Tudela y Varela                                | 27 luglio 1917     | 18 dicembre 1918  | Partito Civile                  | José Pardo y Barreda            |
|                           |                          | Germán Arenas y Loayza                                   | 18 dicembre 1918   | 28 aprile 1919    | Partito Civile                  | José Pardo y Barreda            |
|                           |                          | Juan Manuel Zuloaga                                      | 28 aprile 1919     | 4 luglio 1919     | Militare                        | José Pardo y Barreda            |
|                           |                          | Mariano Cornejo Zenteno                                  | 4 luglio 1919      | 25 agosto 1919    | Indipendente                    | Augusto Leguía y Salcedo        |
|                           |                          | Melitón F. Porras Osores                                 | 25 agosto 1919     | 6 dicembre 1919   | Indipendente                    | Augusto Leguía y Salcedo        |
|                           |                          | Germán Leguía y Martínez                                 | 6 dicembre 1919    | 7 ottobre 1922    | Partito Democratico Riformista  | Augusto Leguía y Salcedo        |
|                           |                          | Julio Ego-Aguirre Dongo                                  | 7 ottobre 1922     | 12 ottobre 1924   | Partito Democratico Riformista  | Augusto Leguía y Salcedo        |
|                           |                          | Alejandrino Maguiña                                      | 12 ottobre 1924    | 7 dicembre 1926   | Partito Democratico Riformista  | Augusto Leguía y Salcedo        |
|                           |                          | Pedro José Rada y Gamio                                  | 7 dicembre 1926    | 12 ottobre 1929   | Partito Democratico Riformista  | Augusto Leguía y Salcedo        |
|                           |                          | Benjamín Huamán de los Heros                             | 12 ottobre 1929    | 24 agosto 1930    | Partito Democratico Riformista  | Augusto Leguía y Salcedo        |
|                           |                          | Fernando Sarmiento Ramírez                               | 24 agosto 1930     | 25 agosto 1930    | Militare                        | Augusto Leguía y Salcedo        |
|                           |                          | Luis Miguel Sánchez Cerro                                | 28 agosto 1930     | 24 novembre 1930  | Militare                        | Giunta militare di Governo      |
|                           |                          | Antonio Beingolea Balarezo                               | 24 novembre 1930   | 1º marzo 1931     | Marittimo                       | Giunta militare di Governo      |
|                           |                          | David Samanez Ocampo (Presidente della Giunta nazionale) | 1º marzo 1931      | 8 dicembre 1931   | Indipendente                    | Giunta nazionale di Governo     |
|                           |                          | Germán Arenas y Loayza                                   | 8 dicembre 1931    | 28 gennaio 1932   | Indipendente                    | Luis Miguel Sánchez Cerro       |
|                           |                          | Francisco R. Lanatta Ramírez                             | 28 gennaio 1932    | 13 aprile 1932    | Unión Revolucionaria            | Luis Miguel Sánchez Cerro       |
|                           |                          | Luis A. Flores Medina                                    | 13 aprile 1932     | 20 maggio 1932    | Unión Revolucionaria            | Luis Miguel Sánchez Cerro       |
|                           |                          | Ricardo Rivadeneira Barnuevo                             | 20 maggio 1932     | 10 settembre 1932 | Indipendente                    | Luis Miguel Sánchez Cerro       |
|                           |                          | Carlos Zavala Loayza                                     | 10 settembre 1932  | 22 dicembre 1932  | Indipendente                    | Luis Miguel Sánchez Cerro       |
|                           |                          | José Matías Manzanilla Barrientos                        | 22 dicembre 1932   | 30 aprile 1933    | Indipendente                    | Luis Miguel Sánchez Cerro       |
| 30 aprile 1933            | 29 giugno 1933           | José Matías Manzanilla Barrientos                        | Óscar R. Benavides |                   | Indipendente                    |                                 |
|                           |                          | Jorge Prado Ugarteche                                    | Óscar R. Benavides | 29 giugno 1933    | 24 novembre 1933                | Indipendente                    |
|                           |                          | José de la Riva-Agüero y Osma                            | Óscar R. Benavides | 24 novembre 1933  | 18 maggio 1934                  | Partito Nazionale Democratico   |
|                           |                          | Alberto Rey de Castro y Romaña                           | Óscar R. Benavides | 18 maggio 1934    | 24 dicembre 1934                | Indipendente                    |
|                           |                          | Carlos Arenas y Loayza                                   | Óscar R. Benavides | 24 dicembre 1934  | 18 maggio 1935                  | Indipendente                    |
|                           |                          | Manuel E. Rodríguez Dávila                               | Óscar R. Benavides | 18 maggio 1935    | 13 aprile 1936                  | Militare                        |
|                           |                          | Ernesto Montagne Markholz                                | Óscar R. Benavides | 13 aprile 1936    | 19 aprile 1939                  | Militare                        |
|                           |                          | Manuel Ugarteche Jiménez                                 | Óscar R. Benavides | 20 aprile 1939    | 8 dicembre 1939                 | Indipendente                    |
|                           |                          | Alfredo Solf y Muro                                      | 8 dicembre 1939    | 3 dicembre 1944   | Indipendente                    | Manuel Prado Ugarteche          |
|                           |                          | Julio East Treviño                                       | 9 dicembre 1944    | 28 luglio 1945    | Indipendente                    | Manuel Prado Ugarteche          |
|                           |                          | Rafael Belaúnde Diez Canseco                             | 28 luglio 1945     | 31 gennaio 1946   | Fronte Democratico Nazionale    | José Luis Bustamante y Rivero   |
|                           |                          | Julio Ernesto Portugal Escobedo                          | 31 gennaio 1946    | 12 gennaio 1947   | Fronte Democratico Nazionale    | José Luis Bustamante y Rivero   |
|                           |                          | José R. Alzamora Freundt                                 | 12 gennaio 1947    | 30 ottobre 1947   | Marittimo                       | José Luis Bustamante y Rivero   |
|                           |                          | Roque Saldías Maninat                                    | 30 ottobre 1947    | 17 giugno 1948    | Marittimo                       | José Luis Bustamante y Rivero   |
|                           |                          | Armando Revoredo Iglesias                                | 17 giugno 1948     | 27 ottobre 1948   | Aviatore                        | José Luis Bustamante y Rivero   |
|                           |                          | Zenón Noriega Agüero                                     | 28 luglio 1950     | 9 agosto 1954     | Militare                        | Manuel A. Odría                 |
|                           |                          | Roque Saldías Maninat                                    | 9 agosto 1954      | Giugno 1956       | Marittimo                       | Manuel A. Odría                 |
|                           |                          | Juan Mendoza Rodríguez                                   | Giugno 1956        | 28 luglio 1956    | Militare                        | Manuel A. Odría                 |
|                           |                          | Manuel Cisneros Sánchez                                  | 28 luglio 1956     | 9 giugno 1958     | Movimento Democratico Peruviano | Manuel Prado Ugarteche          |
|                           |                          | Luis Gallo Porras                                        | 9 giugno 1958      | 17 luglio 1959    | Movimento Democratico Peruviano | Manuel Prado Ugarteche          |
|                           |                          | Pedro Beltrán Espantoso                                  | 17 luglio 1959     | 24 novembre 1961  | Indipendente                    | Manuel Prado Ugarteche          |
|                           |                          | Carlos Moreyra y Paz Soldán                              | 24 novembre 1961   | 18 luglio 1962    | Movimento Democratico Peruviano | Manuel Prado Ugarteche          |
|                           |                          | Nicolás Eduardo Lindley López                            | 18 luglio 1962     | 28 luglio 1963    | Militare                        | Giunta militare                 |
|                           |                          | Julio Óscar Trelles Montes                               | 28 luglio 1963     | 31 dicembre 1963  | Azione Popolare                 | Fernando Belaúnde Terry         |
|                           |                          | Fernando Schwalb López-Aldana                            | 31 dicembre 1963   | 15 settembre 1965 | Azione Popolare                 | Fernando Belaúnde Terry         |
|                           |                          | Daniel Becerra de la Flor                                | 15 settembre 1965  | 6 settembre 1967  | Azione Popolare                 | Fernando Belaúnde Terry         |
|                           |                          | Edgardo Seoane Corrales                                  | 6 settembre 1967   | 17 novembre 1967  | Azione Popolare                 | Fernando Belaúnde Terry         |
|                           |                          | Raúl Ferrero Rebagliati                                  | 17 novembre 1967   | 30 maggio 1968    | Democrazia Cristiana            | Fernando Belaúnde Terry         |
|                           |                          | Oswaldo Hercelles García                                 | 30 maggio 1968     | 2 ottobre 1968    | Indipendente                    | Fernando Belaúnde Terry         |
|                           |                          | Miguel Mujica Gallo                                      | 2 ottobre 1968     | 3 ottobre 1968    | Indipendente                    | Fernando Belaúnde Terry         |
|                           |                          | Ernesto Montagne Sánchez                                 | 3 ottobre 1968     | 31 gennaio 1973   | Militare                        | Juan Velasco Alvarado           |
|                           |                          | Edgardo Mercado Jarrín                                   | 31 gennaio 1973    | 1º febbraio 1975  | Militare                        | Juan Velasco Alvarado           |
|                           |                          | Francisco Morales Bermúdez Cerrutti                      | 1º febbraio 1975   | 30 agosto 1975    | Militare                        | Juan Velasco Alvarado           |
|                           |                          | Óscar Vargas Prieto                                      | 30 agosto 1975     | 31 gennaio 1976   | Militare                        | Francisco Morales Bermúdez      |
|                           |                          | Jorge Fernández-Maldonado Solari                         | 31 gennaio 1976    | 16 luglio 1976    | Militare                        | Francisco Morales Bermúdez      |
|                           |                          | Guillermo Arbulú Galliani                                | 16 luglio 1976     | 30 gennaio 1978   | Militare                        | Francisco Morales Bermúdez      |
|                           |                          | Óscar Molina Pallochia                                   | 30 gennaio 1978    | 31 gennaio 1979   | Militare                        | Francisco Morales Bermúdez      |
|                           |                          | Pedro Richter Prada                                      | 31 gennaio 1979    | 27 luglio 1980    | Militare                        | Francisco Morales Bermúdez      |
|                           |                          | Manuel Ulloa Elías                                       | 28 luglio 1980     | 9 dicembre 1982   | Azione Popolare                 | Fernando Belaúnde Terry         |
|                           |                          | Fernando Schwalb López-Aldana                            | 9 dicembre 1982    | 10 aprile 1984    | Azione Popolare                 | Fernando Belaúnde Terry         |
|                           |                          | Sandro Mariátegui Chiappe                                | 10 aprile 1984     | 13 ottobre 1984   | Azione Popolare                 | Fernando Belaúnde Terry         |
|                           |                          | Luis Pércovich Roca                                      | 13 ottobre 1984    | 27 luglio 1985    | Azione Popolare                 | Fernando Belaúnde Terry         |
|                           |                          | Luis Alva Castro                                         | 28 luglio 1985     | 26 giugno 1987    | Partito Aprista Peruviano       | Alan García Pérez               |
|                           |                          | Guillermo Larco Cox                                      | 27 giugno 1987     | 13 maggio 1988    | Partito Aprista Peruviano       | Alan García Pérez               |
|                           |                          | Armando Villanueva del Campo                             | 13 maggio 1988     | 15 maggio 1989    | Partito Aprista Peruviano       | Alan García Pérez               |
|                           |                          | Luis Alberto Sánchez Sánchez                             | 15 maggio 1989     | 30 settembre 1989 | Partito Aprista Peruviano       | Alan García Pérez               |
|                           |                          | Guillermo Larco Cox                                      | 30 settembre 1989  | 27 luglio 1990    | Partito Aprista Peruviano       | Alan García Pérez               |
|                           |                          | Juan Carlos Hurtado Miller                               | 28 luglio 1990     | 15 febbraio 1991  | Cambio 90                       | Alberto Fujimori                |
|                           |                          | Carlos Torres y Torres Lara                              | 15 febbraio 1991   | 6 novembre 1991   | Cambio 90                       | Alberto Fujimori                |
|                           |                          | Alfonso de los Heros Pérez-Albela                        | 6 novembre 1991    | 6 aprile 1992     | Cambio 90                       | Alberto Fujimori                |
|                           |                          | Óscar de la Puente Raygada                               | 6 aprile 1992      | 28 agosto 1993    | Cambio 90                       | Alberto Fujimori                |
|                           |                          | Alfonso Bustamante y Bustamante                          | 28 agosto 1993     | 17 febbraio 1994  | Cambio 90                       | Alberto Fujimori                |
|                           |                          | Efraín Goldenberg Schreiber                              | 17 febbraio 1994   | 28 luglio 1995    | Cambio 90                       | Alberto Fujimori                |
|                           |                          | Dante Córdova Blanco                                     | 28 luglio 1995     | 3 aprile 1996     | Cambio 90-Nuova Maggioranza     | Alberto Fujimori                |
|                           |                          | Alberto Pandolfi Arbulú                                  | 3 aprile 1996      | 4 giugno 1998     | Cambio 90-Nuova Maggioranza     | Alberto Fujimori                |
|                           |                          | Javier Valle Riestra González Olaechea                   | 4 giugno 1998      | 21 agosto 1998    | Partito Aprista Peruviano       | Alberto Fujimori                |
|                           |                          | Alberto Pandolfi Arbulú                                  | 21 agosto 1998     | 3 gennaio 1999    | Cambio 90-Nuova Maggioranza     | Alberto Fujimori                |
|                           |                          | Víctor Joy Way Rojas                                     | 3 gennaio 1999     | 10 ottobre 1999   | Cambio 90                       | Alberto Fujimori                |
|                           |                          | Alberto Bustamante Belaúnde                              | 10 ottobre 1999    | 29 luglio 2000    | Indipendente                    | Alberto Fujimori                |
|                           |                          | Federico Salas-Guevara Schultz                           | 29 luglio 2000     | 21 novembre 2000  | Indipendente                    | Alberto Fujimori                |
|                           |                          | Javier Pérez de Cuéllar de la Guerra                     | 22 novembre 2000   | 28 luglio 2001    | Unione per il Perù              | Valentín Paniagua               |
|                           |                          | Roberto Dañino Zapata                                    | 28 luglio 2001     | 11 luglio 2002    | Indipendente                    | Alejandro Toledo                |
|                           |                          | Luis Solari de la Fuente                                 | 12 luglio 2002     | 23 giugno 2003    | Perù Possibile                  | Alejandro Toledo                |
|                           |                          | Beatriz Merino Lucero                                    | 23 giugno 2003     | 12 dicembre 2003  | Indipendente                    | Alejandro Toledo                |
|                           |                          | Carlos Ferrero Costa                                     | 15 dicembre 2003   | 15 agosto 2005    | Perù Possibile                  | Alejandro Toledo                |
|                           |                          | Pedro Pablo Kuczynski Godard                             | 16 agosto 2005     | 28 luglio 2006    | Indipendente                    | Alejandro Toledo                |
|                           |                          | Jorge del Castillo Gálvez                                | 28 luglio 2006     | 10 ottobre 2008   | Partito Aprista Peruviano       | Alan García Pérez               |
|                           |                          | Yehude Simon Munaro                                      | 14 ottobre 2008    | 11 luglio 2009    | Partito Umanista Peruviano      | Alan García Pérez               |
|                           |                          | Javier Velásquez Quesquén                                | 11 luglio 2009     | 13 settembre 2010 | Partito Aprista Peruviano       | Alan García Pérez               |
|                           |                          | José Antonio Chang Escobedo                              | 14 settembre 2010  | 18 marzo 2011     | Indipendente                    | Alan García Pérez               |
|                           |                          | Rosario Fernández Figueroa                               | 19 marzo 2011      | 28 luglio 2011    | Indipendente                    | Alan García Pérez               |
|                           |                          | Salomón Lerner Ghitis                                    | 28 luglio 2011     | 10 dicembre 2011  | Indipendente                    | Ollanta Humala                  |
|                           |                          | Óscar Valdés Dancuart                                    | 10 dicembre 2011   | 23 luglio 2012    | Indipendente                    | Ollanta Humala                  |
|                           |                          | Juan Jiménez Mayor                                       | 23 luglio 2012     | 29 ottobre 2013   | Indipendente                    | Ollanta Humala                  |
|                           |                          | César Villanueva Arévalo                                 | 31 ottobre 2013    | 24 febbraio 2014  | Indipendente                    | Ollanta Humala                  |
|                           |                          | René Cornejo Díaz                                        | 24 febbraio 2014   | 22 luglio 2014    | Indipendente                    | Ollanta Humala                  |
|                           |                          | Ana Jara Velásquez                                       | 22 luglio 2014     | 2 aprile 2015     | Partito Nazionalista Peruviano  | Ollanta Humala                  |
|                           |                          | Pedro Cateriano Bellido                                  | 2 aprile 2015      | 28 luglio 2016    | Indipendente                    | Ollanta Humala                  |
|                           |                          | Fernando Zavala Lombardi                                 | 28 luglio 2016     | 17 settembre 2017 | Indipendente                    | Pedro Pablo Kuczynski           |
|                           |                          | Mercedes Aráoz Fernández                                 | 17 settembre 2017  | 23 marzo 2018     | Indipendente                    | Pedro Pablo Kuczynski           |
| 23 marzo 2018             | 2 aprile 2018            | Mercedes Aráoz Fernández                                 | Martín Vizcarra    |                   | Indipendente                    |                                 |
|                           |                          | César Villanueva Arévalo                                 | Martín Vizcarra    | 2 aprile 2018     | 11 marzo 2019                   | Indipendente                    |
|                           |                          | Salvador del Solar Labarthe                              | Martín Vizcarra    | 11 marzo 2019     | 30 settembre 2019               | Indipendente                    |
|                           |                          | Vicente Zeballos Salinas                                 | Martín Vizcarra    | 30 settembre 2019 | 15 luglio 2020                  | Indipendente                    |
|                           |                          | Pedro Cateriano Bellido                                  | Martín Vizcarra    | 15 luglio 2020    | 6 agosto 2020                   | Indipendente                    |
|                           |                          | Walter Martos Ruiz                                       | Martín Vizcarra    | 6 agosto 2020     | 10 novembre 2020                | Indipendente                    |
|                           |                          | Ántero Flores-Aráoz Esparza                              | 11 novembre 2020   | 17 novembre 2020  | Indipendente                    | Manuel Merino                   |
|                           |                          | Violeta Bermúdez Valdivia                                | 18 novembre 2020   | 28 luglio 2021    | Indipendente                    | Francisco Sagasti               |
|                           |                          | Guido Bellido Ugarte                                     | 29 luglio 2021     | 6 ottobre 2021    | Perù Libero                     | Pedro Castillo                  |
|                           |                          | Mirtha Vásquez                                           | 6 ottobre 2021     | 31 gennaio 2022   | Indipendente                    | Pedro Castillo                  |
|                           |                          | Héctor Valer                                             | 1º febbraio 2022   | 4 febbraio 2022   | Indipendente                    | Pedro Castillo                  |
|                           |                          | Aníbal Torres                                            | 8 febbraio 2022    | 25 novembre 2022  | Indipendente                    | Pedro Castillo                  |
|                           |                          | Betssy Chávez                                            | 26 novembre 2022   | 7 dicembre 2022   | Indipendente                    | Pedro Castillo                  |
|                           |                          | Pedro Angulo Arana                                       | 11 dicembre 2022   | 21 dicembre 2022  | Indipendente                    | Dina Boluarte                   |
|                           |                          | Alberto Otárola                                          | 21 dicembre 2022   | 5 marzo 2024      | Indipendente                    | Dina Boluarte                   |
|                           |                          | Gustavo Adrianzén                                        | 6 marzo 2024       | 13 maggio 2025    | Indipendente                    | Dina Boluarte                   |
|                           |                          | Eduardo Arana Ysa                                        | 14 maggio 2025     | in carica         | Indipendente                    | Dina Boluarte                   |